# 노보미추린스크

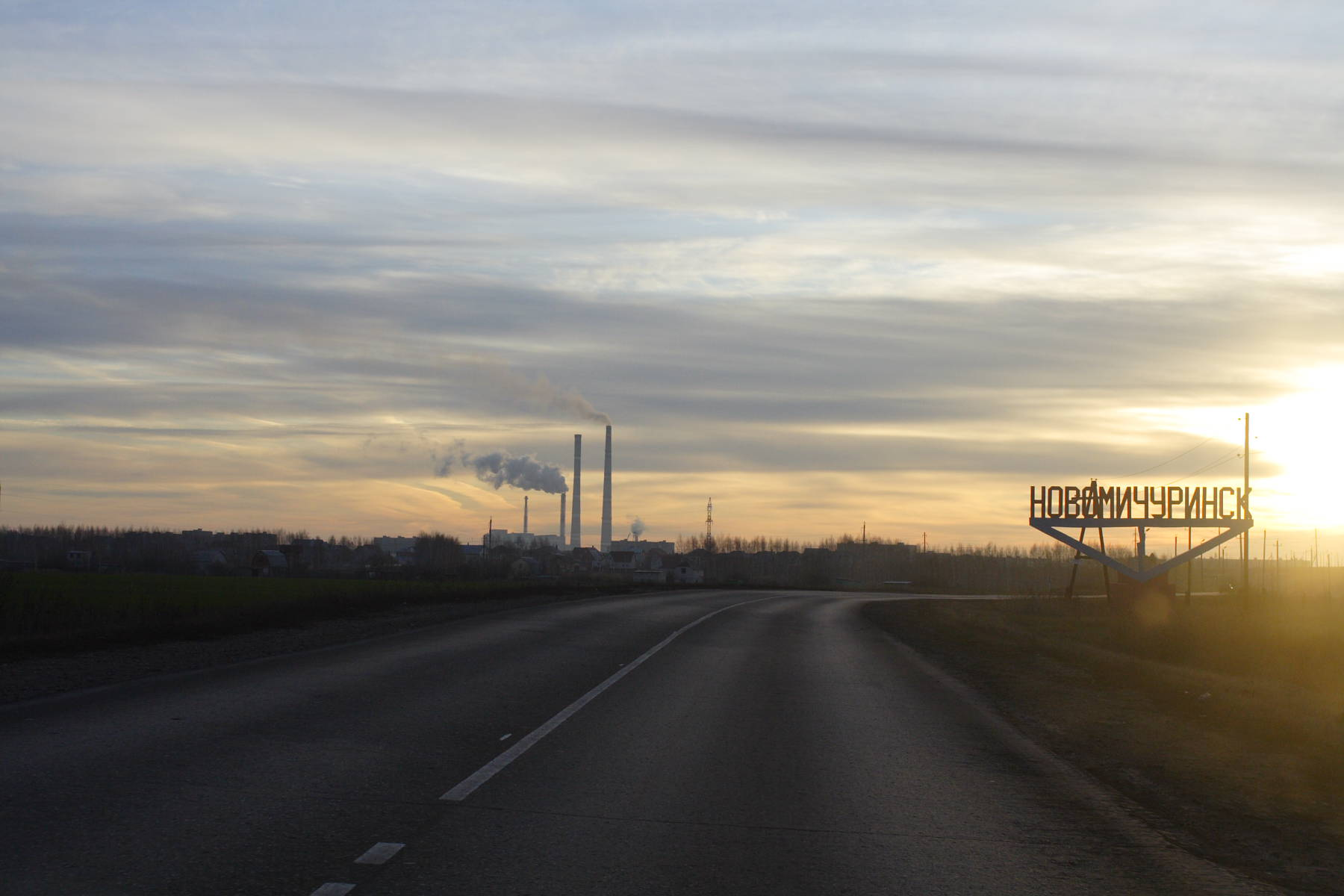
노보미추린스크를 알리는 표지판

노보미추린스크(러시아어: Новомичу́ринск)는 러시아 랴잔주 남서부에 위치한 도시로, 인구는 20,743명(2002년 기준)이며 랴잔(랴잔 주의 주도)에서 북서쪽으로 85km 정도 떨어진 곳에 위치한다.
1968년 건설되었으며 1981년 시로 승격되었다. 도시 이름은 이반 블라디미로비치 미추린의 업적을 기념하기 위해 붙여진 이름이다.